# SN 2006ua
SN 2006ua – supernowa typu Ia odkryta 16 grudnia 2006 roku w galaktyce A022557-0845. W momencie odkrycia miała maksymalną jasność 21,70m.